# Caja de humos

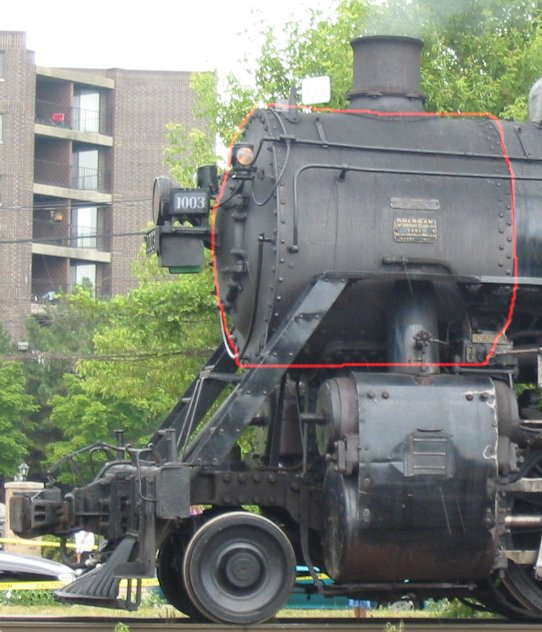
La caja de humos (delineada en rojo) de la Soo Line 1003.

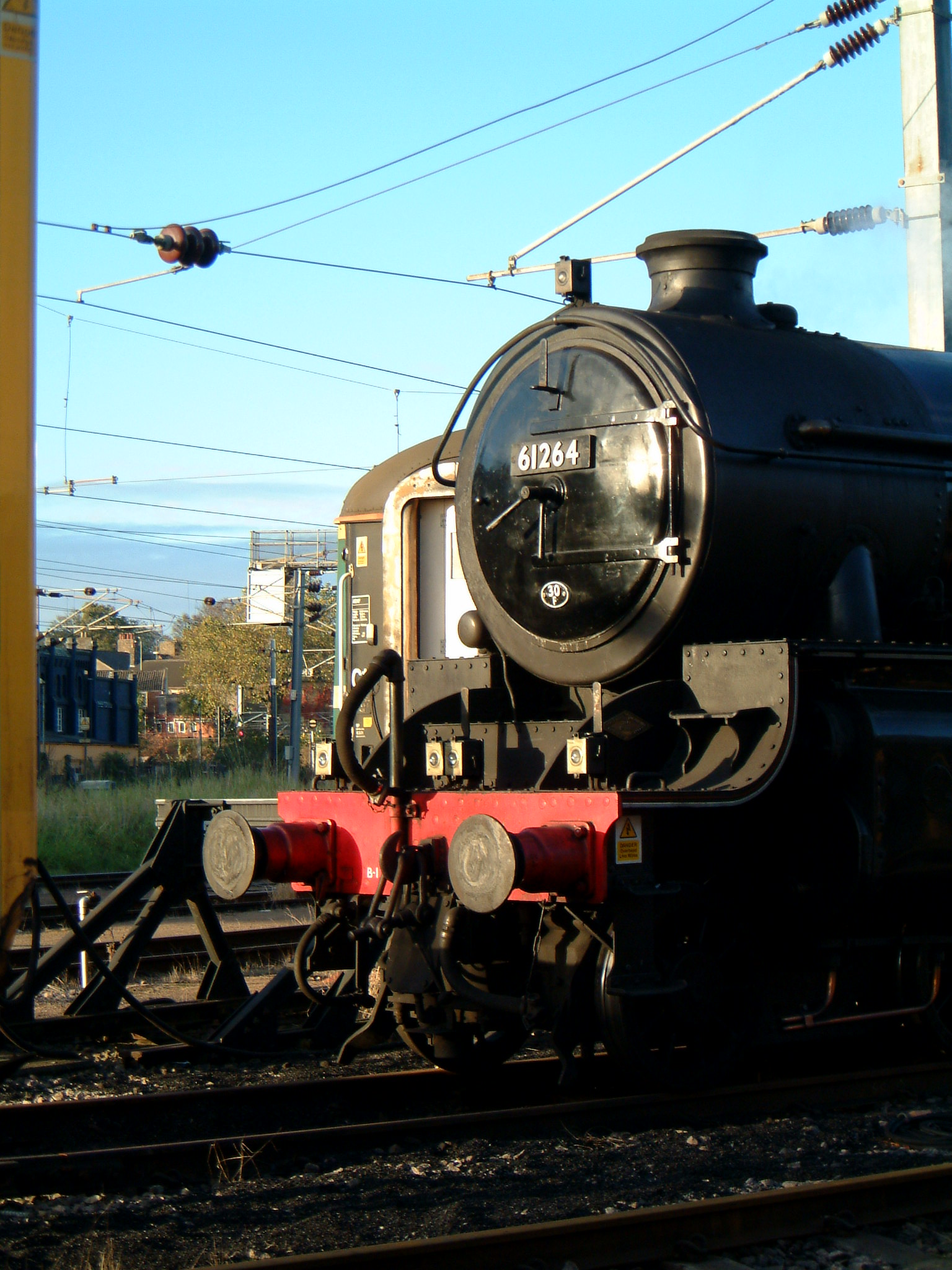
Locomotora de vapor 61264 en Crown Point TMD. La caja de humos se puede ver claramente, con el número fijado en la puerta circular frontal.

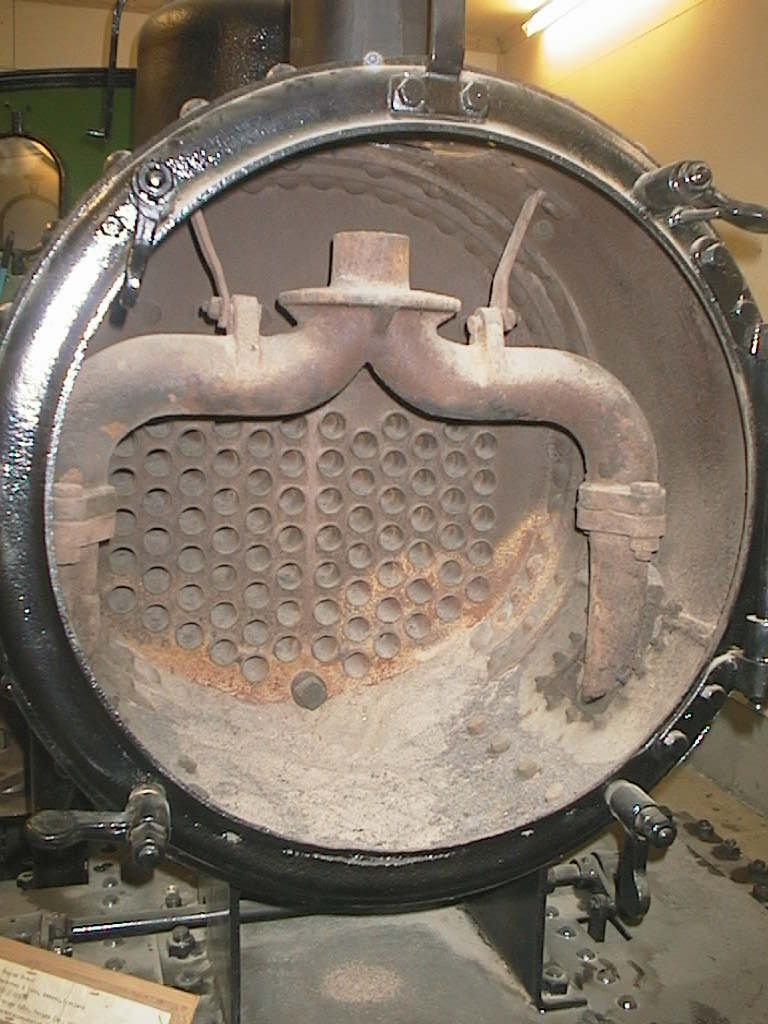
Una caja de humos con residuos de ceniza.

La caja de humos es una de las principales partes básicas del sistema de escape de una locomotora de vapor. El humo y los gases calientes pasan desde la cámara de combustión a través de una serie de tubos, que traspasan el calor al agua circundante contenida en la caldera. El humo pasa a continuación a la caja de humos y se expulsa a la atmósfera a través de la chimenea.

## Historia
Las primeras locomotoras no tenían caja de humos, y se valían de una chimenea larga para obtener un tiro natural adecuado para evacuar el humo, pero pronto se incluyeron en el diseño de las calderas por varios motivos. En primer lugar y lo más importante, la expulsión del vapor del escape de los cilindros, cuando se dirige hacia arriba a través de una caja de humos hermética con un diseño apropiado de la boquilla de escape, extrae de forma efectiva los gases calientes a través de los tubos y conductos de la caldera, y en consecuencia, introduce aire de combustión fresco en el fogón. Y en segundo lugar, la caja de humos facilita la deposición de las cenizas y de la carbonilla arrastradas desde el combustible en ignición a través de los tubos de la caldera, facilitando las tareas de limpieza de la caldera al final de una jornada de trabajo. Sin una caja de humos, la totalidad del hollín debe ser expulsado por la chimenea, o en caso contrario se acumulará en los tubos y los conductos, bloqueándolos gradualmente. 
La caja de humos parece ser una extensión hacia adelante de la caldera, aunque no contiene agua y es un componente separado. Las cajas de humos generalmente están hechas de placas de acero remachadas o soldadas, y su suelo está revestido con hormigón para proteger el acero de la carbonilla caliente y del ataque de humos corrosivos o del agua de lluvia.

## Soplador
Para ayudar al paso del humo y los gases calientes, a menudo se usa un soplador, una tubería que termina en un anillo que contiene agujeros del tamaño de un alfiler alimentado con el propio vapor de la caldera (a diferencia del tiro del escape, que se alimenta con el vapor residual una vez expandido en los cilindros), lo que crea un "anillo" de chorros de vapor. El vapor expulsa el humo y atrae más gases a través de los tubos, lo que a su vez hace que el aire pase a través de la rejilla del fogón, haciendo que el fuego se caliente más.

## Tiro del escape de vapor
Cuando la locomotora está en movimiento, el vapor del escape pasa a través del tiro del escape de vapor, que se encuentra dentro de la caja de humos. El vapor se expulsa a través de la chimenea, avivando el fuego. Es en este escape interno donde se produce el característico sonido de las locomotoras de vapor en marcha.

## Puerta de la caja de humos
Las cenizas y el hollín que pueden estar presentes en el humo a menudo se depositan en la caja de humos. La parte delantera de la caja de humos tiene una puerta que se abre para eliminar estos depósitos al final del día de trabajo de cada locomotora. Los pestilos que la cierran deben estar completamente apretados para evitar fugas, lo que reduciría el tiro de aire sobre el fuego y también podría permitir que cualquier brasa sin quemar del todo acumulada en el fondo de la caja de humos se incendiara allí. Algunos diseños de puertas de caja de humos disponen de una sola manija en forma de rueda; muchas locomotoras de fabricación británica tienen un par de manijas que se asemejan a las manecillas de un reloj; y también existen otros diseños. En muchas apisonadoras de vapor, una extensión del cuerpo de la caja de humos también alberga el rodamiento que soporta el rodillo delantero. Debido a las limitaciones de espacio, estos rodillos generalmente tienen una aleta desplegable en lugar de la puerta circular habitual en las cajas de humos. 

## Tubos de vapor

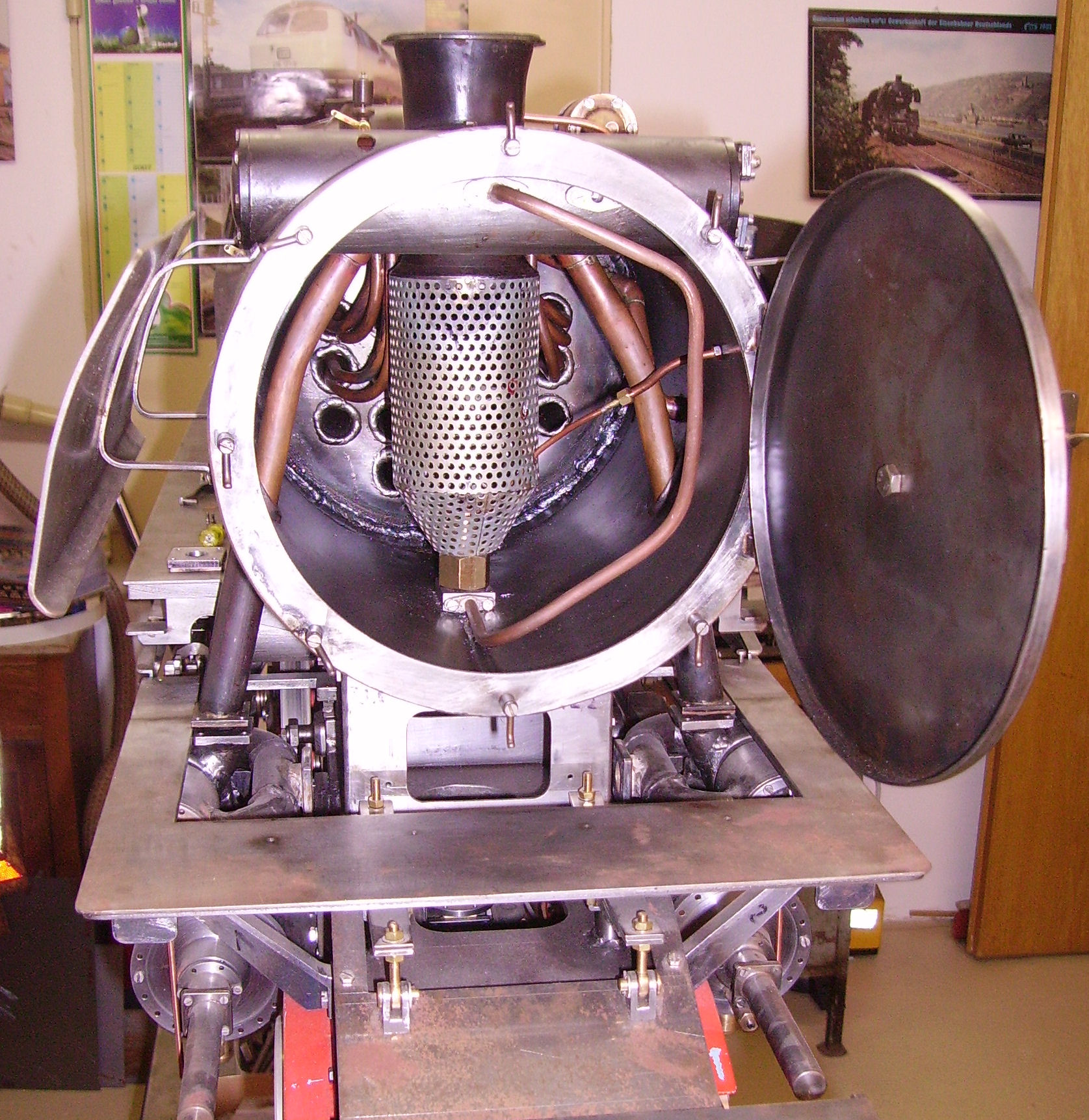
Modelo de locomotora de vapor que muestra la malla apagachispas.

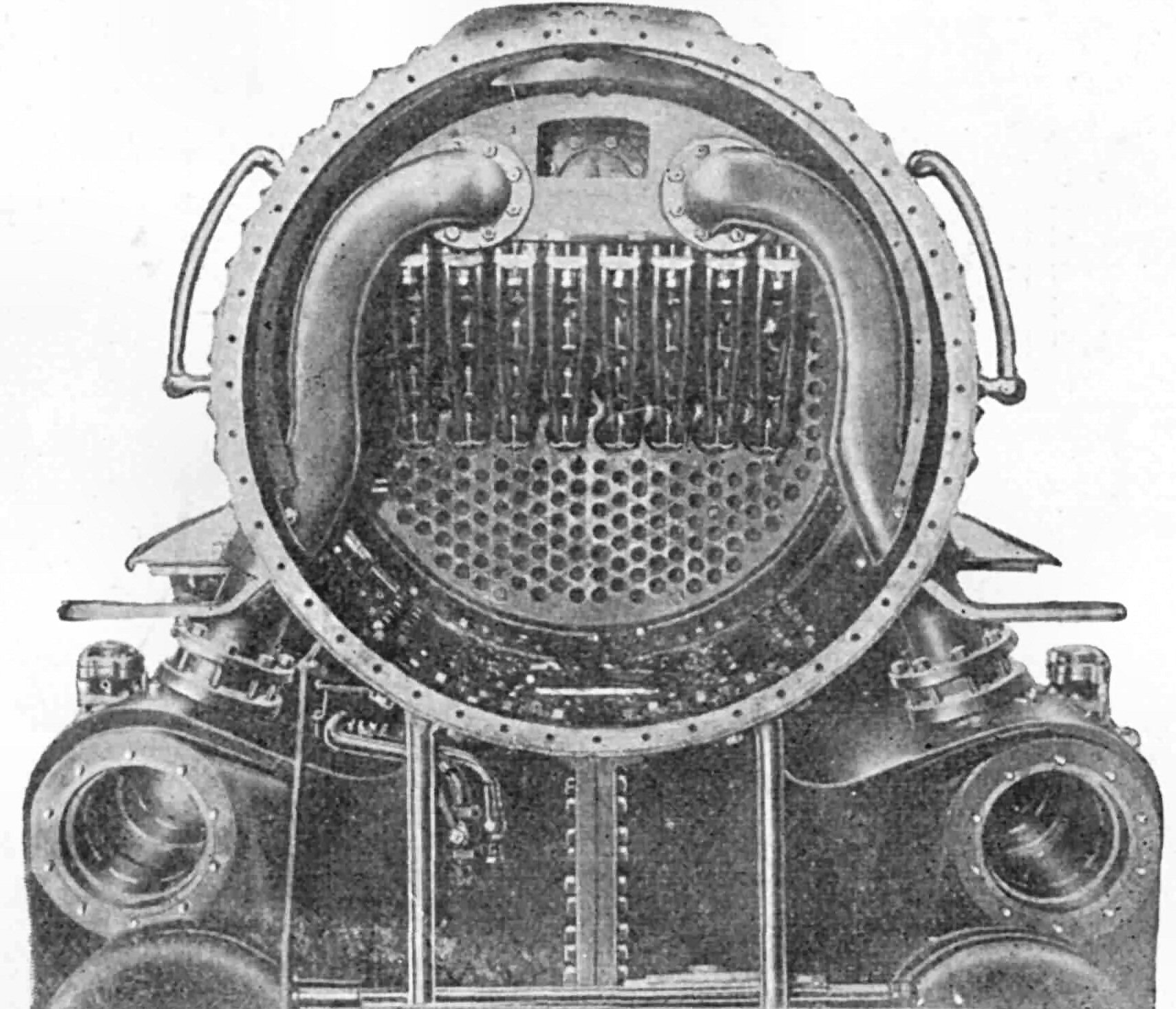
Sobrecalentador visto desde la caja de humos. Arriba en el centro aparece el cabezal del sobrecalentador, con tuberías que conducen a los cilindros. Los tubos de debajo introducen vapor dentro y fuera de los elementos del sobrecalentador por el interior de los conductos.

La caja de humos incorpora los principales tubos de vapor del regulador (o cabezal del sobrecalentador), uno que conduce a cada caja de válvulas, una parte del cilindro. Estos tubos pueden pasar a través de la pared de la caja de humos para unirse al cilindro (por fuera de las tuberías de vapor) o pueden permanecer dentro del perfil de la caja de humos (dentro de las tuberías de vapor). Las tuberías de vapor internas no requieren un periodo de calentamiento, ya que la caja de humos las mantiene calientes. Las tuberías de vapor externas son más comunes en las locomotoras con cilindros situados por fuera de los bastidores. Algunas clases de locomotoras usaron ambos tipos, dependiendo de la fecha en que se construyeron (como por ejemplo, las LNER Clase V2).

## Desplazamiento hacia atrás
Debido a que las pérdidas de calor en la caja de humos son de poca relevancia, generalmente no se desplaza hacia atrás para aumentar su temperatura. En la mayoría de los casos, parece tener el mismo diámetro que la caldera en la locomotora terminada, pero esto solo es debido al revestimiento de la caldera, dado que la propia caldera es más estrecha. Las máquinas con depósitos incorporados generalmente tenían sus tanques de agua rematados cerca de la caja de humos sin desplazar, ya que el contacto entre la caja de humos y los depósitos podría aumentar la temperatura del agua lo suficiente como para causar problemas con los inyectores. 

## Caja de humos autolimpiante
Las clases estándar de British Railways utilizaban este diseño, en el que se incorporaba una rejilla de malla robusta en la caja de humos, formando un filtro entre la placa de tubos frontal y el escape. Cualquier pieza grande de carbón que atraviese los tubos de la caldera tiende a romperse al impactar con la malla, creando partículas más finas que barren la chimenea en lugar de acumularse en el fondo de la caja de humos. Esto no evita la necesidad de limpiar la caja de humos, sino que reduce la cantidad de trabajo que debe hacerse. En el mejor de los casos, se podría evitar la limpieza de la caja de humos entre los lavados de la caldera, generalmente a intervalos de dos semanas. 

## Disposición en la locomotora
El diseño clásico de una locomotora de vapor tiene la caja de humos y la chimenea en la parte delantera de la locomotora, conocida como "primera caja de humos". Algunos diseños invirtieron el diseño para evitar ciertos problemas (asfixia y poca visibilidad) causados por el flujo del humo del escape hacia la tripulación. Las máquinas con este diseño se denominan locomotoras de cabina delantera.

## Parachispas
A menudo se instala un parachispas dentro de la caja de humos, que puede tomar la forma de una malla cilíndrica que se extiende desde la parte superior del tubo del tiro del escape de vapor hasta el fondo de la chimenea. El propósito de un apagachispas es evitar que fragmentos excesivamente grandes de cenizas calientes ardan en el medio ambiente, donde pueden representar un riesgo de incendio. Por esta razón, los parachispas generalmente se instalan en locomotoras que funcionan en entornos secos. No deben confundirse con los parachispas externos instalados en algunas locomotoras. La presencia de un apagachispas puede tener un efecto termodinámico, distorsionando la aspiración de aire sobre el fuego y reduciendo así la potencia de salida total. Por lo tanto, su uso puede ser polémico. 

## Sobrecalentador
Las locomotoras equipadas con un sobrecalentador generalmente tienen situado su cabezal en la caja de humos. El vapor entra al cabezal como vapor "húmedo" (saturado) y luego pasa a través de un elemento sobrecalentador, una tubería que pasa dos veces a través de un tubo de humo ampliado en la caldera. El vapor entra en una cámara separada en el cabezal, esta vez como vapor sobrecalentado o seco. La ventaja del sobrecalentamiento es que el vapor tiene mayores propiedades expansivas al entrar en los cilindros, por lo que se puede obtener más potencia con una menor cantidad de agua y combustible. 